# Drosophila acuminanus
Drosophila acuminanus är en tvåvingeart som beskrevs av Hunter 1988. Drosophila acuminanus ingår i släktet Drosophila och familjen daggflugor.
Artens utbredningsområde är Colombia.